# Die Gesellschaft des Spektakels
Die Gesellschaft des Spektakels (La société du Spectacle) ist das 1967 erschienene Hauptwerk des französischen Künstlers und Philosophen Guy Debord. Es handelt sich um eine philosophisch an Georg Wilhelm Friedrich Hegel, Karl Marx und Georg Lukács geschulte radikale Anklage der modernen Arbeitsgesellschaft, des Kapitalismus, der realsozialistischen Bürokratie, der Warenwelt und Entfremdung der Arbeit und damit einhergehender, moderner Staatsmacht. Das Buch hatte großen Einfluss auf die französische Studentenbewegung des Pariser Mai 1968, erlangte später einen Kultstatus in Kunst und Subkultur und wird bis heute als medientheoretisches wie politisches Werk an Universitäten gelesen.

## Inhalt

### Das Spektakel
Im Zentrum von Debords Buch steht das Spektakel, die Organisation, die Gesamtheit und der Zusammenhang aller wirtschaftlichen und der meisten kulturellen oder politischen Prozesse im modernen Industriestaat des späten 20. Jahrhunderts, und das gesellschaftliche Verhältnis zwischen Personen, das hierbei entsteht. Im Spektakel spielt jeder, ob Chef oder Arbeiter, Mann oder Frau, Karrierist oder Rebell, nur seine zugewiesene Rolle. Die Gesellschaft wirkt wie eine seelenlose, perfekt organisierte Maschine, die selbst Opposition nur simuliert, Geschichte und Zeit wirken wie gefroren (Debord). Häufig werden hierfür von Debord auch Metaphern des Schlafes benutzt.

„Das ganze Leben der Gesellschaften, in welchen die modernen Produktionsbedingungen herrschen, erscheint als eine ungeheure Ansammlung von Spektakeln. Alles, was unmittelbar erlebt wurde, ist in eine Vorstellung entwichen.“

Die Realität werde unsichtbar hinter einer Scheinwelt aus Werbung, Klischees, Propaganda, die aber wiederum ganz reale Auswirkungen auf das Leben der Menschen hat. Real Erlebtes oder Ersehntes wird zunehmend durch seine Repräsentation, durch sein Surrogat ersetzt – Debord nimmt hier auch Ideen der Postmoderne vorweg (das Zeichen bezeichnet nichts mehr, verweist nicht mehr auf etwas Wirkliches, sondern steht für sich selbst, wird so selbst zum Ersatz: Hyperrealität).
Man kann Debords Spektakel als die Bürokratie, die Technokratie, die Welt von PR und Werbung, die Welt der Propaganda und Kontrolle im Ostblock, als den Markt und seine Gesetze oder als Entfremdung nach Marx begreifen, all dies sind dabei aber nur Teilaspekte und Annäherungen an Debords Verständnis des Begriffes. Allen Aspekten ist für Debord gemeinsam: Die Wirtschaft hat sich verselbständigt, das menschliche, kulturelle Leben – und damit auch der Lauf der Geschichte – erstarrt. Bedroht durch das Spektakel ist das Individuum und seine Freiheit.

### Gesellschaft des Spektakels
Die derzeitige „Gesellschaft des Spektakels“ im Westen sei eine Gesellschaft, die das Oberflächliche feiert, im Konsum Erfüllung finden möchte, sich in den Medien selbst betrachtet und bewundert und alles für messbar und käuflich hält, „in der die Ware sich selbst in einer von ihr geschaffenen Welt anschaut“ (S. 41).
Die Gesellschaft scheine hypnotisiert vom Anblick eines „wahren, echten“ Lebens als Bild, als Klischee, während gleichzeitig in ihrem Alltag lebendige, menschliche Regungen abnähmen. Die Bilder könnten ihre Versprechen jedoch nie real einlösen:

„Ihre vulgarisierten Pseudofeste, Parodien des Dialogs und der Gabe, regen zwar zu einer wirtschaftlichen Mehrausgabe an, bringen aber nur die stets durch das Versprechen einer neuen Enttäuschung kompensierte Enttäuschung wieder.“

Vorbild und Held der Gesellschaft des Spektakels sei dabei der Film-, Fernseh-, Pop- oder Polit-Star. Er diene als Modell für all das, was man sich selbst versagen müsse. Der Star sei die „spektakuläre Darstellung eines lebendigen Menschen“, der das „Bild einer möglichen Rolle“ in sich „konzentriert“, das „Objekt der Identifizierung mit dem seichten, scheinbaren Leben, welches die Zerstückelung der wirklich erlebten Produktionsspezialisierungen“, also den real erlebten subjektiven Alltag, „aufwiegen soll.“ (S. 48)
Auch Politik werde zur Show und Showbusiness zu Politik:

„Dort personalisiert sich die Regierungsgewalt zu einem Pseudostar, hier lässt sich der Star des Konsums als Pseudogewalt über das Erleben durch Plebiszit akklamieren. Aber diese Aktivitäten des Stars sind ebensowenig verschiedenartig wie wirklich global.“

Die Gesellschaft habe sich von den wirklichen Bedürfnissen der Menschen entfernt. Durch die Spezialisierung in der Arbeitswelt werde das Nachdenken über die Bedürfnisse und Belange des Menschen fragmentiert, rationalisiert und dadurch gegen sie gewendet, Sozialtechniken dienten dabei der Verwaltung der Menschen.

### Spektakel und Ideologie
Das Spektakel kann verschiedene Ideologien transportieren:

„Das Spektakel ist die Ideologie schlechthin, weil es das Wesen jedes ideologischen Systems in seiner Fülle darstellt und zum Ausdruck bringt: Die Verarmung, die Unterjochung und die Negation des wirklichen Lebens.“

Das Spektakel ist die ununterbrochene Rede, die die gegenwärtige Ordnung über sich selbst hält, ihr lobpreisender Monolog. (S. 24) Es ist die Sonne, die in dem Reich der modernen Passivität nie untergeht. Es bedeckt die ganze Oberfläche der Welt und badet endlos in seinem eigenen Ruhm. (S. 17) Es ist das Gegenteil des Dialogs. (S. 19), denn es stelle alles zur Debatte – nur nicht sich selbst:

„Die durch das Spektakel prinzipiell geforderte Haltung ist diese passive Hinnahme, die es schon durch seine Art, unwiderlegbar zu erscheinen, durch sein Monopol des Scheins faktisch erwirkt hat.“

Debords Kritik am Spektakel kann dabei durchaus auch als Kritik an der Idee von immerwährendem Wirtschaftswachstum gelesen werden:

„Im Spektakel […] ist das Endziel nichts, die Entwicklung alles. Das Spektakel will es zu nichts anderem bringen als zu sich selbst.“

Nicht das philosophische Nachdenken über ein „gutes Leben“ der Menschen hat für Debord zum Spektakel geführt, sondern das Spektakel scheint andersherum spezielle Arten von Denken, Ideologien auszudrücken, denen sich die menschlichen Belange dann unterzuordnen haben: Es verwirklicht nicht die Philosophie, es philosophiert die Wirklichkeit. (S. 20)
Seine Funktion besteht für Debord darin, „in der Kultur die Geschichte vergessen zu machen“ (S. 165). Die Idee, es gebe neben technischem Fortschritt auch gesellschaftlichen Fortschritt, scheint im Spektakel der Vergangenheit anzugehören. Das Spektakel nach Debord stellt aber keine einheitliche oder bewusste Verschwörung dar und verfolgt auch keine langzeitige Strategie außer seiner eigenen Erhaltung. Die einzige nihilistische Gesetzmäßigkeit des Spektakels ist eine Tautologie: Was erscheint, ist gut, was gut ist, erscheint. (S. 17)

### Ost und West
Debord siedelte den Beginn der Entwicklung des Spektakels zeitlich etwa in den 1920er-Jahren an. Die revolutionäre Arbeiterbewegung sei zwischen Erstem und Zweitem Weltkrieg vernichtet worden: durch den Faschismus einerseits und die stalinistische Bürokratie andererseits, dies habe den Beginn des Spektakels dargestellt.
Er unterschied zwar zwischen einem konzentrierten Spektakel in totalitären Staaten etwa des Ostblocks oder im Faschismus (Führerkult, autoritäre Herrschaft, Staats-Kapitalismus) und einem – moderneren, subtileren – diffusen Spektakel im Westen, wobei das konzentrierte Spektakel eindeutig als falsch, plump und gewalttätig zu erkennen ist, egal was die ihm zugrundeliegenden Ideen sind:

„Wenn jeder Chinese Mao lernen und folglich Mao sein muß, so heißt das, daß er ‚nichts anderes zu sein‘ hat. Wo das konzentrierte Spektakel herrscht, da herrscht auch die Polizei.“

Er wendet sich gegen alle Arten einer kommunistischen Partei (auch jenseits von Stalinismus), aber sogar auch gegen die berühmten Theoretiker des Anarchismus (für Debord nur die Spezialisten der Freiheit), die von Freiheit unabänderbare Vorstellungen haben, und Anhänger, die ihnen dann darin folgen, wie in anderen Ideologien. Die Sowjetunion, China oder die Ostblockstaaten sieht Debord als bloße totalitäre Diktaturen an:

„Die machthabende totalitäre ideologische Klasse ist die Macht einer verkehrten Welt: je stärker sie ist, um so mehr behauptet sie, daß sie nicht existiert, und ihre Gewalt dient ihr zunächst dazu, ihre Nichtexistenz zu behaupten.“

Die sozialistische Bürokratie des 20. Jahrhunderts sei Stiefkind des Kapitalismus. Das Proletariat habe erst seine Perspektive und dann seine Illusionen verloren, nicht aber sein Wesen. Es könne nur das jeweilige Individuum selbst sein, das für sich selbst zunächst subjektive Forderungen stelle, kein Führer, keine Partei, keine Organisation könne es dabei vertreten. Trotzdem verwirft Debord ebenso das westliche liberale Gegenmodell, denn auch hier ist für ihn echte Freiheit nicht verwirklicht worden:

„In beiden Fällen ist es nur ein von Trostlosigkeit und Grauen umgebenes Bild glücklicher Vereinigung im stillen Zentrum des Unglücks.“

### Die Welt der Ware
Debord kritisiert das Leben im Kapitalismus, der alle Aspekte des Lebens in Waren verwandele (Totalität der Ware, Kommodifizierung) und menschliche Erfahrungen oder Beziehungen nur noch durch Bilder vermittle, simuliere (wie z. B. in der Verkaufspsychologie).
Das Subjekt wird für Debord mit seinen individuellen Begabungen, Wünschen und Mängeln Zahnrad eines Systems, es wird als Zuschauer in einer Massengesellschaft, als bloßer Konsument seines eigenen Lebens hinterlassen. Es fügt sich so ein in die Konsumgesellschaft, die bestimmt ist vom Menschenbild des Homo oeconomicus. Für Debord haben längst die Waren die Herrschaft über das menschliche Leben übernommen, sind zu einer eigenen Autonomie gelangt:

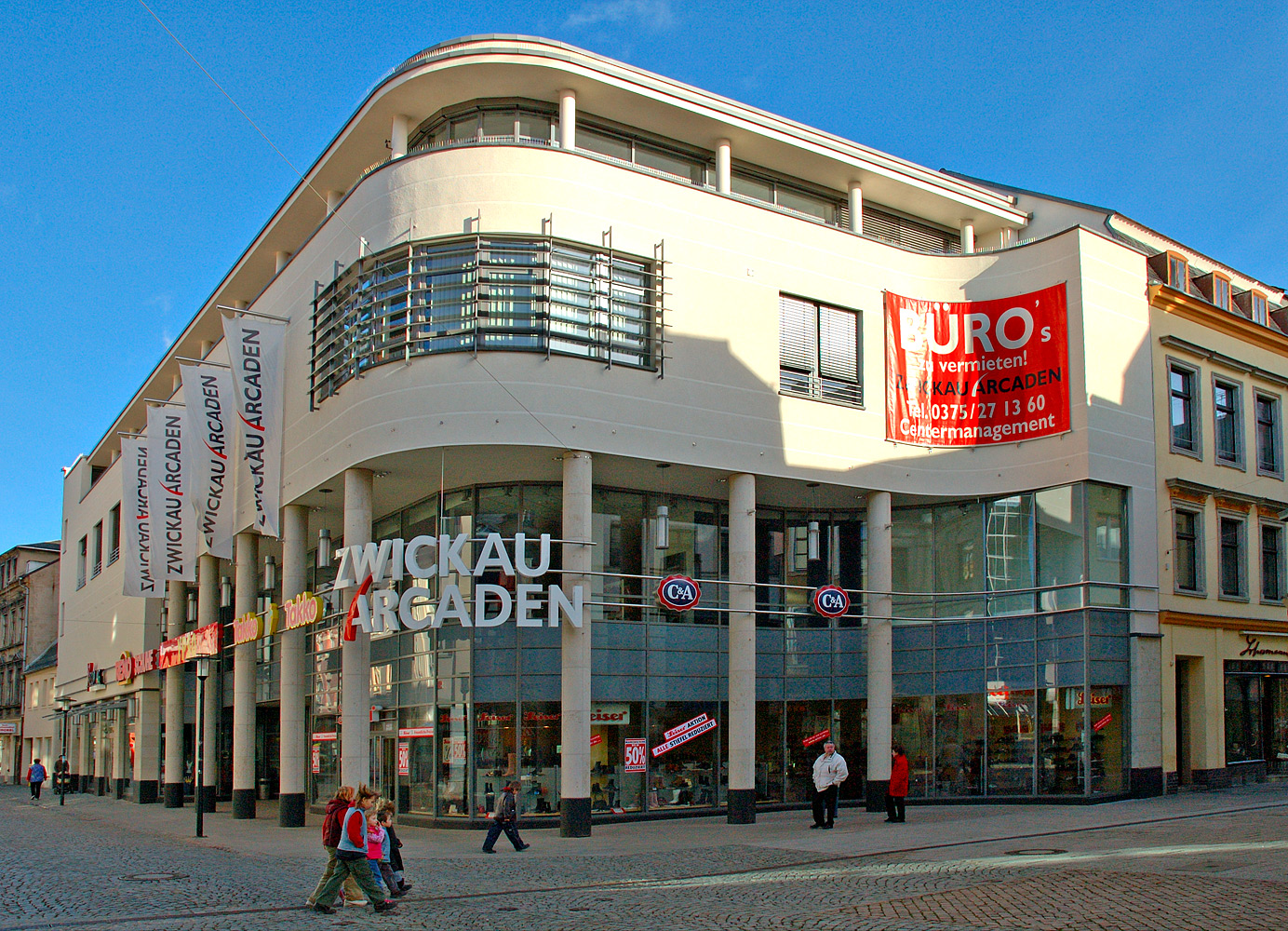
Einkaufszentrum in Zwickau

Das Spektakel ist der Moment, worin die Ware zur völligen Besetzung des gesellschaftlichen Lebens gelangt ist. Das Verhältnis zur Ware ist nicht nur sichtbar geworden, man sieht sogar nichts anderes mehr: Die Welt, die man sieht, ist seine Welt. (S. 35)
Die Wirtschaft verwandelt die Welt, aber nur in eine Welt der Wirtschaft. (S. 34)
Nicht nur die Arbeit, auch der Konsum sei zur „Pflicht“ für die „Massen“ geworden, das ganze Leben werde beherrscht von der „Diktatur“ der „Wirtschaftsproduktion“ (S. 35).
Dinge sind es, die herrschen und jung sind, die einander verjagen und ersetzen. (S. 51)
Der verdinglichte Mensch trägt den Beweis seiner Intimität mit der Ware zur Schau. (S. 54), Hier bezieht sich Debord auf Marx’ Begriff des Warenfetischismus. Debords Kritik am Konsumismus: Der Mensch akzeptiert inzwischen, selbst zur Ware zu werden.
Unvereinbare Behauptungen drängen sich auf der Bühne des vereinigten Spektakels der Überflußwirtschaft, ebenso wie verschiedene Star-Waren ihre widersprüchlichen Einrichtungspläne der Gesellschaft vortragen, in der das Spektakel der Automobile einen reibungslosen Verkehr verlangt, der die alten Stadtkerne zerstört, während das Spektakel der Stadt selbst Museen-Viertel braucht. (S. 53)
Der Konsument der Ware erlebt für Debord nur eine bruchstückhafte Aufeinanderfolge von den einzelnen „Glücksversprechen“ der gekauften Produkte, ohne dabei aber selbst jemals wirklich zufrieden zu sein – obwohl dies doch die vorrangige Qualität sei, die der Wohlstandsgesellschaft als Ganzem zugesprochen werde.
Debord:
Der Gegenstand, der im Spektakel ein Prestige hatte, wird vulgär, sobald er bei diesem Konsumenten und gleichzeitig bei allen anderen ins Haus tritt. Zu spät offenbart er seine wesentliche Armut, die natürlich vom Elend seiner Produktion herrührt. Aber schon trägt ein anderer Gegenstand die Rechtfertigung des Systems und die Forderung, anerkannt zu werden. (S. 56)
Auch den Versprechungen der Werbung steht er entsprechend ablehnend gegenüber:
Jede neue Lüge der Werbung ist auch das Eingeständnis ihrer vorigen Lüge.  (S. 56)
Die Werbung für die Zeit hat die Wirklichkeit der Zeit ersetzt. (S. 137)

### Der Zuschauer
Der Alltag in den modernen Gesellschaften ist für Debord gekennzeichnet durch Konformismus und Passivität der darin lebenden Menschen: Ihr Leben ist auch jenseits von Arbeit und Konsum nur noch vom Quantitativen, nicht (mehr) vom Qualitativen bestimmt. Im Zuge dieser Entwicklung wird auch der Niedergang von Kunst, Kultur, Kreativität und des Interesses der Menschen aneinander beklagt. Eine einstmalige gewaltsame Unterdrückung von Freiheitsbestrebungen durch Polizei und Staatsapparat sieht Debord zunehmend durch harmloser erscheinende Maßnahmen der Kybernetik, Psychologie und Soziologie ersetzt (siehe dazu u. a. auch den späteren Begriff der Biopolitik).
Für Debord befindet sich der Durchschnittsbürger (Otto Normalverbraucher) in der metaphorischen Lage eines passiven Zuschauers. Er erledigt in seinem Beruf gleichmütig das ihm Aufgetragene und hinterfragt es nicht. Er betrachtet in seiner Freizeit staunend die auf- und abtretenden Stars und bewundert sie, verhält sich ansonsten unauffällig, tut, was man von ihm erwartet, geht mit der Zeit, konsumiert und sagt, was man gerade eben so konsumiert und sagt, aber verliert sich dabei selbst.
Statt seine eigenen Bedürfnisse zu erkennen, orientiere sich der Mensch im Spektakel an vorgefertigten, massenmedial verbreiteten Bildern (klischeehafte Lebensstile, Rollenangebote, erwünschte Verhaltensweisen) und versuche diese zu imitieren.

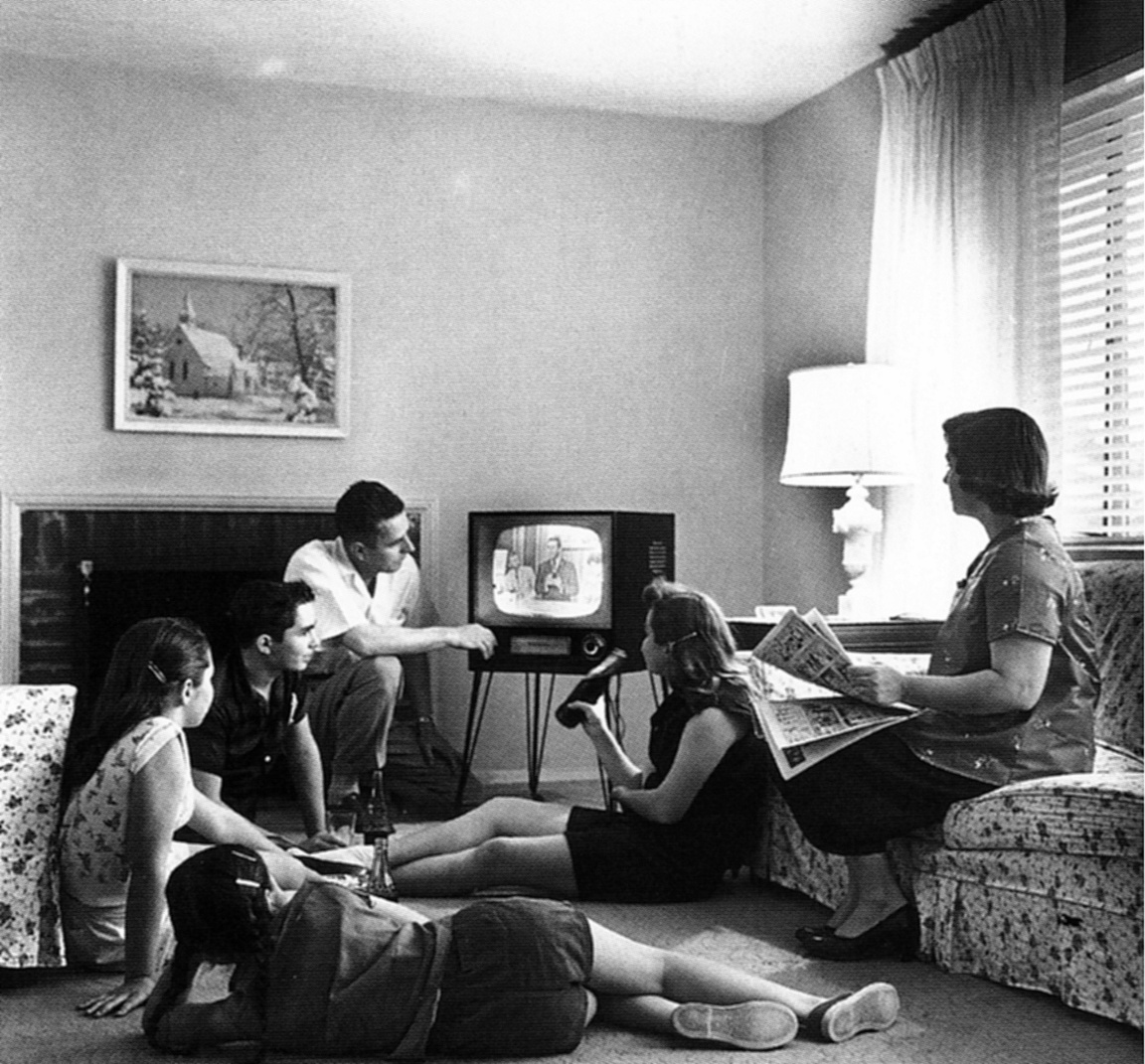
Familie beim Fernsehen, USA, ca. 1958

Was die Zuschauer miteinander verbindet, ist nur ein irreversibles Verhältnis zum Zentrum selbst, das ihre Vereinzelung aufrechterhält. Das Spektakel vereinigt das Getrennte, aber nur als Getrenntes. (S. 26)
Die Entfremdung des Zuschauers […] drückt sich so aus: je mehr er zuschaut, um so weniger lebt er; je mehr er akzeptiert, sich in den herrschenden Bildern des Bedürfnisses wiederzuerkennen, desto weniger versteht er seine eigene Existenz und seine eigene Begierde. Die Äußerlichkeit des Spektakels […] erscheint darin, daß seine eigene Geste nicht mehr ihm gehört, sondern einem anderen, der sie ihm vorführt. Der Zuschauer fühlt sich daher nirgendwo zu Hause, denn das Spektakel ist überall. (S. 26)
Wahlfreiheit beschränke sich auf die Wahl zwischen Produkten, Angeboten am Markt. Dieses Leben erzeuge aber durch seine mangelnde Intensität, durch die Trennung voneinander in den Rollen (Debord: Diese Gesellschaft, die die geographische Entfernung abschafft, nimmt im Inneren die Entfernung als spektakuläre Trennung wieder auf. S. 146) Leere, Verzweiflung, Langeweile und Überdruss beim Einzelnen, die durch vermehrten Konsum von immer ausgefalleneren Produkten, Gadgets, Stars, Ideologien oder Moden übertüncht werden müssten. Auch Religion wird dabei nur als weitere Facette des Spektakels interpretiert, und als eine ältere Form.
In perfider Weise assimiliert das Spektakel selbst Rebellion und nutzt sie für sich (Rekuperation), auch Unzufriedenheit wird zur Ware. Debord in Abwandlung eines Zitats von Theodor W. Adorno („Es gibt kein richtiges Leben im falschen“): In der wirklich verkehrten Welt ist das Wahre ein Moment des Falschen (S. 16).

### Die Perspektiven
Die Menschen sollen sich Debord zufolge die Welt und die Geschichte deshalb wiederaneignen:
Die Welt besitzt schon den Traum von einer Zeit, von der sie jetzt das Bewusstsein besitzen muss, um sie wirklich zu erleben. (S. 142)
In dem Moment, wo die Gesellschaft entdeckt, daß sie von der Wirtschaft abhängt, hängt die Wirtschaft tatsächlich von ihr ab. (S. 40)
Der Kampf zwischen Tradition und Neuerung, der das innere Entwicklungsprinzip der geschichtlichen Gesellschaften ist, kann nur durch den ständigen Sieg der Neuerung fortgeführt werden. (S. 158, alle Seitenangaben beziehen sich auf die Ausgabe der Edition Tiamat)
Debord verstand dies 1967 auch als Aufforderung zu einer weltweiten Revolution, die getragen sein müsse von der Ablehnung des Spektakels durch die Menschen, die seine Gesetzmäßigkeiten durchschaut haben. Er orientierte sich dabei an anarchistischen Rätemodellen der generalisierten Selbstverwaltung, bezieht sich in seiner Theorie aber auch auf den Begriff der Klasse.
Debord hinterfragte aber nach 1968 zunehmend pessimistischer, ob all dies gelingen könne, für ihn nahmen die spektakulären Tendenzen in den Jahren nach 1968 bis zu seinem Tod immer mehr zu. In jedem Fall sah er sein Buch als Waffe gegen das verhasste Spektakel an. Seiner Feindschaft gegenüber dem Spektakel blieb er selbst bis zu seinem Tod treu: Er trat nicht in den Massenmedien auf, gab keine Interviews, ließ sich nicht abbilden, trotz großer Nachfrage.

## Einordnung

### Hintergrund
Debords Denken ist geprägt von der Überflussgesellschaft der 1960er-Jahre, die noch nicht von späteren Wirtschaftskrisen und der Massenarbeitslosigkeit erschüttert war. Es ist die Kritik an einem Kapitalismus, der perfekt zu funktionieren scheint. Bei seiner Analyse ging er vor allem von Beobachtungen des Alltagslebens der französischen Nachkriegs-Gesellschaft der 1960er-Jahre aus, davon, wie sich diese in den Medien widerspiegelte.
Dabei bezieht er sich unter anderem auf die Geschichte des Anarchismus, aber auch auf Motive von Hegel und auf Texte wie Das Kapital von Marx oder Geschichte und Klassenbewußtsein von Georg Lukács. Für Debord ist der zentrale Punkt bei Marx nicht die Ausbeutung, sondern eine Entfremdung, die jeden betrifft und dabei nicht als Unterdrückung, sondern als Komfort erscheint. Arbeitszeit und Freizeit sind zunehmend in ähnlicher Weise organisiert und strukturiert.
Als Vordenker und Mitbegründer der Künstlergruppe „Situationistische Internationale“ versuchte Debord, aus seinen theoretischen Überlegungen auch praktische Konsequenzen zu ziehen.
Zusätzlich verfasste Debord 1988 die Kommentare zur Gesellschaft des Spektakels, die ein Resümee der Entwicklung seit den 1970er Jahren ziehen.
Sowohl die Studentenrevolte im Frankreich Ende der 1960er-Jahre, als auch Protagonisten der Punk-Bewegung zitierten Motive des Buches (z. B. als Konsumkritik), oft in vereinfachter Form und ohne Kenntnis der Herkunft.
Wenn selbst heute noch manchmal kritisch von einem Politikspektakel oder Medienspektakel die Rede ist, wenn Spaßgesellschaft oder Konsumwahn kritisiert werden, dann schwingt in diesen Begriffen ein Rest dessen mit, was Debord beschrieb.
Die Gedanken Debords und der Begriff Spektakel im Zusammenhang mit Medien sollten aber auch eine Fortsetzung in einer Medienkritik finden, die etwa Abkehr vom Fernsehkonsum oder Partizipation des Zuschauers im Theater der 1970er-Jahre forderte und sich weiter bis zu den Diskussionen um Interaktivität bei Medien in den 1970er- und 1980er-Jahren entwickelte. Debord lehnte solcherlei Bestrebungen und Lesarten seines Textes immer scharf ab, für ihn griffen sie zu kurz, stellten eher eine Karikatur dessen dar, was er selbst forderte.
Die spezielle Kritik an einer Gesellschaft, die nur noch aus ihren Oberflächen zu bestehen scheint, ist ein Grund für ein weiterhin bestehendes Interesse an Debords Thesen, mehr als 40 Jahre nach ihrer Publikation.
Ebenso gewinnen sie angesichts der Debatten um Neoliberalismus und Privatisierung wieder an Aktualität.

### Verwandte Ideen
Die Frankfurter Schule übte eine ähnliche Gesellschaftskritik wie Debord. Das Buch Dialektik der Aufklärung von Max Horkheimer und Theodor W. Adorno – darin v. a. das Kapitel Kulturindustrie. Aufklärung als Massenbetrug – wurde während der Studentenproteste von 1968 in Deutschland ähnlich rezipiert wie Debords Buch in Frankreich. Des Weiteren finden sich im Werk von Herbert Marcuse verwandte Gedanken. Viele von Debords Ideen wurden später auch von Philosophen wie Jean Baudrillard oder Giorgio Agamben wieder aufgenommen.

### Kulturpessimismus
Eine oberflächliche Nähe scheint bei Debords Kritik zu einem konservativen Kulturpessimismus zu bestehen, der ebenso Entfremdung und Kommerzialisierung der Welt beklagt, aber angesichts der Moderne und Postmoderne wieder zu vormodernen Mythen (etwa: Natur, Nation, Religion, Ahnenkult) zurückkehren möchte. Debords Philosophie eines Künstlers, die sich u. a. auch aus dem Denken des Existentialismus entwickelte, weist in eine entgegengesetzte Richtung und möchte neues Terrain beschreiten (Postmoderne). Die Kunst sei in der Lage, hierfür eine notwendige neue Sprache zu liefern.

### Gegenpositionen und Kritik
Gegenpositionen finden sich u. a. in Gesellschaftstheorien des Liberalismus.
Karl Popper vertrat mit der Idee der Offenen Gesellschaft eine bis heute aktuelle Gegenposition: Freiheit, Wohlstand und Demokratie seien in den westlichen Gesellschaften real verwirklicht worden. Francis Fukuyama beschrieb 1992 das Ende der Geschichte, diesmal als endgültigen, positiven Fakt. Norbert Bolz entwarf ein Bild des Konsumismus als „Immunsystem der Weltgesellschaft“ gegen „fanatische Ideologien“, er verspreche „stets das Neue“.
Joseph Heath und Andrew Potter vertraten 2005 in ihrem Buch Konsumrebellen die Ansicht, eine fundamentale Konsumkritik in der Tradition Debords („ein radikaler Marxist“, Heath/Potter) sei nicht haltbar, „falsch“, sie kritisierten insbesondere Debords Konzept des Spektakels. Es suggeriere, dass pragmatisch-politisches Handeln unnötig sei:
Wir leben also in einer Welt totaler Ideologie, unserer wahren Natur völlig entfremdet. […] Das altmodische Interesse an sozialer Gerechtigkeit und Abschaffung der Klassengesellschaft ist in solch einer Welt passé. („Konsumrebellen“, S. 18)
Heath und Potter wenden dagegen ein: Wir leben nicht in der Matrix, wir leben nicht im Spektakel. Die Welt, in der wir leben, ist viel unspektakulärer. […] Es gibt kein übergreifendes System, das alles integriert. […] Es gibt nur eine Fülle von gesellschaftlichen Institutionen, bunt durcheinandergewürfelt, um die Vorteile und Lasten gesellschaftlicher Kooperation aufzuteilen – auf eine Weise, die wir manchmal richtig finden und die normalerweise äußerst ungerecht ist. („Konsumrebellen“, S. 21)
Jahrzehnte der „Gegenkulturrebellion“ (Heath/Potter) hätten nichts verändert, mehr noch, Gegenkultur sei „kontraproduktiv“. Nicht „Hedonismus“ und Fundamentalopposition, sondern mühsames pragmatisch-politisches Handeln brächten wünschenswerten Wandel („Konsumrebellen“, S. 22).
Daneben existieren auch linksradikale Kritiken an Debords Werk und den Ideen der Situationisten allgemein, man warf ihnen u. a. Esoterik, Intellektualismus, und elitäres Denken oder Missverständnisse und Fehler bei ihrer Auslegung von Marx’ Kapital vor.
Michel Foucaults "Überwachen und Strafen" ist Foucaults Lebensgefährten Daniel Defert zufolge direkt gegen Debord gerichtet. Foucault versuche zu zeigen, dass die moderne Gesellschaft eben nicht auf der Gesellschaft des Spektakels, sondern auf Kontrolle und Überwachen beruht.
Eine aktuellere philosophische Lektüre des Buches hinterfragt teilweise Debords Idee eines wirklichen, authentischen Lebens, das gegen das Spektakel gestellt wird, sich vom Spektakel, von der Entfremdung emanzipieren müsse. Die Idee einer ursprünglichen Authentizität, wie sie sich z. B. auch schon in der Romantik findet, stelle in sich bereits eine Fiktion dar. Als eine künstlerische Gegenposition kann z. B. die von Andy Warhol betrachtet werden.

## Trivia
Nachdem die Erstausgabe in Frankreich erschienen war und auf großes Interesse stieß, sollte Debord 1968 der sog. Sainte Beuve-Literatur-Preis verliehen und mit einer Cocktail-Party gefeiert werden. Debord teilte daraufhin seinem Verleger Edmond Buchet mit, dass er radikal gegen Literaturpreise sei und dieser Fehlgriff besser vermieden werden solle, da er ansonsten nicht imstande sein würde, jüngere Situationisten von Tätlichkeiten gegen die Preisrichter abzuhalten. Die Idee wurde daraufhin wieder verworfen.
Die Rechte am Buch in Frankreich hält heute Alice Debord bzw. der Verlag Gallimard.
In Deutschland existierte ein Raubdruck, später eine Ausgabe des Nautilus-Verlags. Ironischerweise war das Werk 2005 Gegenstand einer Urheberrechts-Kontroverse zwischen dem jetzigen Inhaber Tiamat-Verlag und Aktivisten, die einen Link zu einem illegalen PDF-File des Buches bereitgestellt hatten. Das berühmte Anti-Copyright der S.I. bezog sich – juristisch betrachtet – nur auf die Inhalte der Zeitschrift S.I., in der es vorkam. Debords Buch war dort nur in Auszügen erschienen. Debords Philosophie, dass sein Buch eine Anklage genau der Zustände darstelle, in denen das (digital vervielfältigbare) philosophische Werk eines toten Autors Eigentum und Gegenstand juristischer Auseinandersetzungen wird, weil es zugleich Ware sein soll, fand keine Berücksichtigung. Die englischen und französischen Versionen der Netz-Variante werden von den entsprechenden Verlagen angeblich stillschweigend geduldet. Auch die deutsche Version ist weiterhin im Internet zu finden.

## Film
Auch eine „Verfilmung“ der Gesellschaft des Spektakels existiert: Eine 1973 von Debord gestaltete Film-Collage, die allegorische Szenen aus Hollywoodfilmen, dem Sowjet-Kino, aus Softpornos, dokumentarischem Filmmaterial von den Mai-Unruhen in Frankreich 1968 und anderem Material mit einem gesprochenen Kommentar Debords verbindet und so in neue Zusammenhänge stellt.
- Die Gesellschaft des Spektakels mit deutschem Untertitel (1:27:17 Std.)

## Zitate

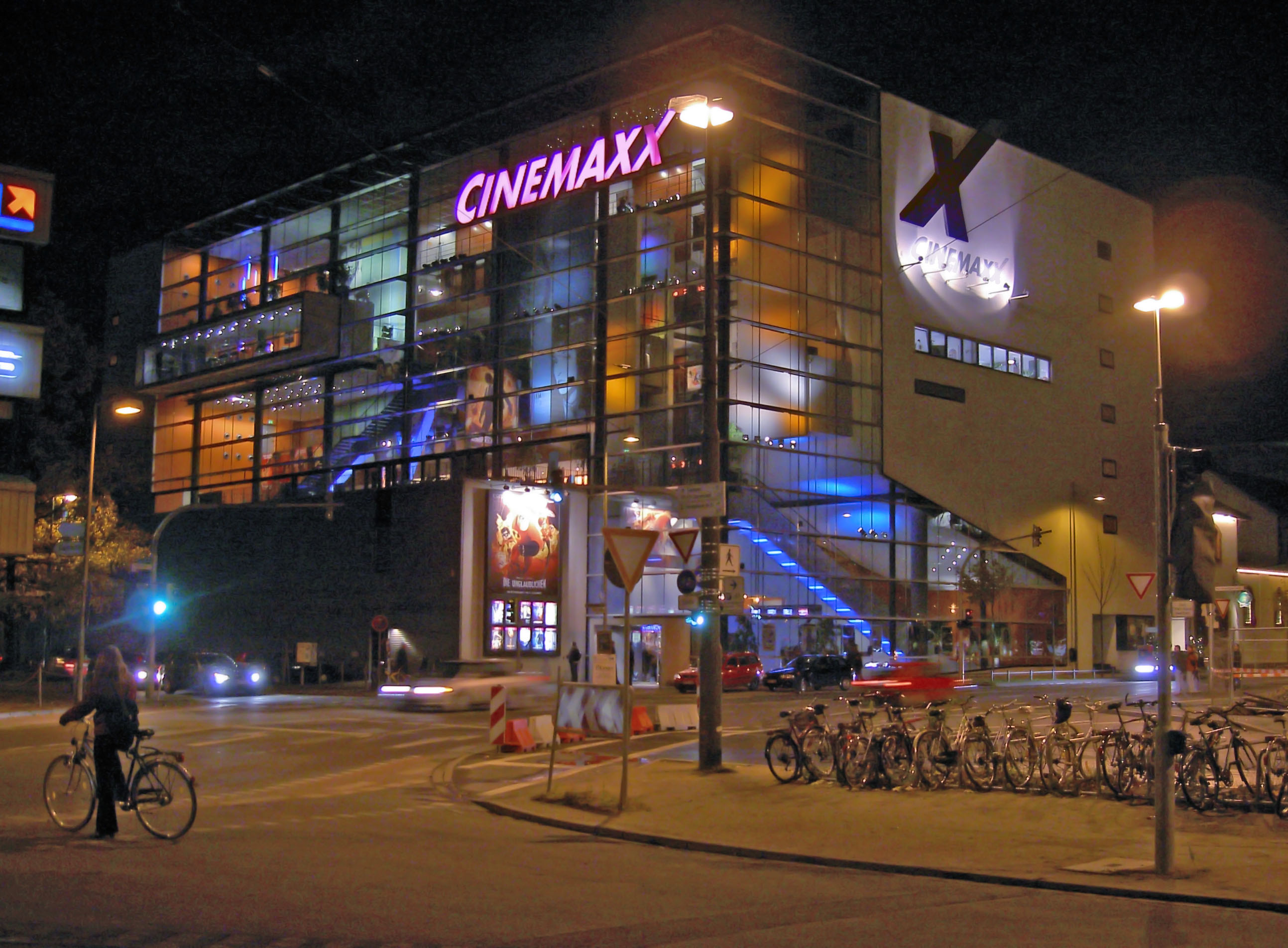
Multiplex-Kino in Darmstadt – Die amerikanische Ausgabe von Die Gesellschaft des Spektakels erschien mit dem Foto des Publikums eines 3D-Kinos auf dem Buchcover: alle Zuschauer tragen dieselbe Brille und blicken in die gleiche Richtung. Debord beschäftigte sich auch in seiner künstlerischen Arbeit mit dem Film als Medium, ihm zufolge hätte der Film mehr sein können und sollen als Unterhaltung: Es ist die Gesellschaft und nicht die Technologie, die das Kino zu dem gemacht hat, was es ist. Das Kino hätte eine historische Untersuchung sein können, oder Theorie, Essay, Erinnerungen. (In Girum Imus Nocte et Consumimur Igni)

- Das Spektakel ist das Kapital in einem solchen Grad der Akkumulation, daß es zum Bild wird. (S. 27)
- Da, wo sich die wirkliche Welt in bloße Bilder verwandelt, werden die bloßen Bilder zu wirklichen Wesen und zu den wirkenden Motivierungen eines hypnotischen Verhaltens. (S. 19)
- In der Epoche ihrer Auflösung ist die Kunst […] eine Kunst der Veränderung und zugleich der reine Ausdruck der unmöglichen Veränderung. Je grandioser ihr Anspruch ist, um so mehr liegt ihre wahre Verwirklichung jenseits von ihr. […] Ihre Avantgarde ist ihr Verschwinden. (S. 146)
- Die durch und durch zur Ware gewordene Kultur muss auch zur Star-Ware der spektakulären Gesellschaft werden. (S. 166)
- Allein die wirkliche Negation der Kultur bewahrt deren Sinn. Sie kann nicht mehr kulturell sein. (S. 177)

(Die Gesellschaft des Spektakels)
- Die inhaltsleere Diskussion über das Spektakel, das heißt über das, was die Eigner dieser Welt treiben, wird so durch das Spektakel selber organisiert: man legt Nachdruck auf die enormen Mittel des Spektakels, um nichts über deren umfassende Verwendung zu sagen. So wird der Bezeichnung Spektakel oft die des Mediensektors vorgezogen. Damit will man ein einfaches Instrument bezeichnen, eine Art öffentlichen Dienstleistungsbetrieb, der mit unparteiischem »Professionalismus« den neuen Reichtum der Kommunikation aller mittels Mass Media verwaltet, der Kommunikation, die es endlich zur unilateralen Reinheit gebracht hat, in der sich selig die bereits getroffene Entscheidung bewundern läßt. Kommuniziert werden Befehle, und in bestem Einklang damit sind die, die sie gegeben haben, und auch die, die sagen werden, was sie davon halten. (Kommentare zur Gesellschaft des Spektakels, S. 197)
- Da den 68er Unruhen […] nirgends ein Umsturz der herrschenden Gesellschaftsordnung gelungen ist, hat sich das Spektakel […] allenthalben verstärkt. Das heißt, es hat sich nach allen Seiten bis zu den äußersten Enden ausgebreitet, und dabei seine Dichte im Zentrum erhöht. Sogar neue Defensivtechniken hat es erlernt, wie dies gewöhnlich bei angegriffenen Mächten der Fall ist.

(Kommentare zur Gesellschaft des Spektakels, S. 194)
- Beim Lesen dieses Buches muss man berücksichtigen, dass es wissentlich geschrieben wurde in der Absicht, der Gesellschaft des Spektakels zu schaden.

(Debord 1992 im Vorwort zur dritten Auflage der französischen Ausgabe)